# Juilliard415
Juilliard415 ist ein in die Juilliard School (New York), speziell in den Bereich Historical Performance dieses Konservatoriums, integriertes und auf die historische Aufführungspraxis spezialisiertes Musik-Ensemble. Es ist auf die Aufführung kanonischer, aber auch seltener gespielter Werke des 17. und 18. Jahrhunderts spezialisiert. Das Ensemble wurde 2009 gegründet und spielt seitdem im Musikleben New Yorks eine wichtige Rolle. Der Name des Ensembles referiert auf die in der Alten Musik häufig verwendete Stimmung von 415 Hertz für den Kammerton A.
Das Orchester hat mit namhaften Künstlern wie William Christie, Ton Koopman, Harry Bicket, Nicholas McGegan, Christopher Hogwood, Kristian Bezuidenhout und Monica Huggett zusammengearbeitet. Im April 2011 gab das Ensemble zusammen mit David Daniels und Dorothea Röschmann sein Debüt in der Carnegie Hall mit Händel-Arien. Die New York Times qualifizierte dieses Konzert als eines der zehn besten Konzerte der Saison. Ähnlich hoch gelobt wurde eine Aufführung von Händels Il trionfo del Tempo e del Disinganno (Der Triumph von Zeit und Enttäuschung) mit dem Dirigenten William Christie im Jahr 2012.
Ein Markenzeichen von Juilliard415 sind die zahlreichen inneramerikanischen und ausländischen Tourneen mit Auftritten bei dem Virgina Art Festival, dem Tropical Baroque Festival in Miami und dem Juilliard in Aiken Festival, South Carolina. Zusammen mit dem Institute of Sacred Music der Yale University und unter Leitung von Masaaki Suzuki ging Juilliard415 auf Tourneen in Italien, Japan, Singapur und Burma. In der Saison 2014/15 kooperierten Yale und Juilliard bei Aufführungen von Beethoven, Haydn und Zelenka in Bosten, New York und auf einer England-Tournee.